# Pusztadobos
Pusztadobos là một thị trấn thuộc hạt Szabolcs-Szatmár-Bereg, Hungary. Thị trấn này có diện tích 16,69 km², dân số năm 2010 là 1330 người, mật độ 80 người/km².